# Cúp bóng đá châu Á 2023 (vòng đấu loại trực tiếp)
Vòng đấu loại trực tiếp của Cúp bóng đá châu Á 2023 là giai đoạn thứ hai và là giai đoạn cuối cùng của giải đấu sau vòng bảng. Vòng đấu được bắt đầu diễn ra vào ngày 28 tháng 1 với vòng 16 đội và kết thúc vào ngày 10 tháng 2 với trận chung kết, được tổ chức tại sân vận động Lusail ở Lusail. Tổng cộng có 16 đội (hai đội đứng đầu mỗi bảng, cùng với 4 đội xếp thứ ba có thành tích tốt nhất) tiến vào vòng đấu loại trực tiếp để tranh tài trong một vòng đấu kiểu loại trực tiếp.
Tất cả các giờ trong trận đấu đều là giờ địa phương, AST (UTC+3).

## Thể thức thi đấu
Tại vòng đấu loại trực tiếp, nếu một trận đấu kết thúc 90 phút có kết quả hòa, hai hiệp phụ sẽ được diễn ra (mỗi hiệp 15 phút). Nếu vẫn hòa sau hai hiệp phụ, trận đấu được quyết định bởi loạt sút luân lưu để xác định đội giành chiến thắng. Đây là lần thứ hai không có trận tranh hạng ba kể từ giải đấu năm 2019.
AFC đã đưa ra các cặp đấu sau đây cho vòng 16 đội.
- R16-1: Nhì bảng A v Nhì bảng C
- R16-2: Nhất bảng D v Ba bảng B/E/F
- R16-3: Nhất bảng B v Ba bảng A/C/D
- R16-4: Nhất bảng F v Nhì bảng E
- R16-5: Nhất bảng C v Ba bảng A/B/F
- R16-6: Nhất bảng E v Nhì bảng D
- R16-7: Nhất bảng A v Ba bảng C/D/E
- R16-8: Nhì bảng B v Nhì bảng F

### Sự phân chia các cặp đấu tại vòng 16 đội
Phân cặp liên quan đến các đội tuyển xếp thứ ba phụ thuộc vào 4 đội xếp thứ ba lọt vào vòng 16 đội.
| Các đội xếp thứ ba đủ điều kiện từ các bảng | Các đội xếp thứ ba đủ điều kiện từ các bảng | Các đội xếp thứ ba đủ điều kiện từ các bảng | Các đội xếp thứ ba đủ điều kiện từ các bảng | Các đội xếp thứ ba đủ điều kiện từ các bảng | Các đội xếp thứ ba đủ điều kiện từ các bảng |    | 1A vs | 1B vs | 1C vs | 1D vs |
| ------------------------------------------- | ------------------------------------------- | ------------------------------------------- | ------------------------------------------- | ------------------------------------------- | ------------------------------------------- | -- | ----- | ----- | ----- | ----- |
| A                                           | B                                           | C                                           | D                                           |                                             |                                             | 3C | 3D    | 3A    | 3B    |       |
| A                                           | B                                           | C                                           |                                             | E                                           |                                             | 3C | 3A    | 3B    | 3E    |       |
| A                                           | B                                           | C                                           |                                             |                                             | F                                           | 3C | 3A    | 3B    | 3F    |       |
| A                                           | B                                           |                                             | D                                           | E                                           |                                             | 3D | 3A    | 3B    | 3E    |       |
| A                                           | B                                           |                                             | D                                           |                                             | F                                           | 3D | 3A    | 3B    | 3F    |       |
| A                                           | B                                           |                                             |                                             | E                                           | F                                           | 3E | 3A    | 3B    | 3F    |       |
| A                                           |                                             | C                                           | D                                           | E                                           |                                             | 3C | 3D    | 3A    | 3E    |       |
| A                                           |                                             | C                                           | D                                           |                                             | F                                           | 3C | 3D    | 3A    | 3F    |       |
| A                                           |                                             | C                                           |                                             | E                                           | F                                           | 3C | 3A    | 3F    | 3E    |       |
| A                                           |                                             |                                             | D                                           | E                                           | F                                           | 3D | 3A    | 3F    | 3E    |       |
|                                             | B                                           | C                                           | D                                           | E                                           |                                             | 3C | 3D    | 3B    | 3E    |       |
|                                             | B                                           | C                                           | D                                           |                                             | F                                           | 3C | 3D    | 3B    | 3F    |       |
|                                             | B                                           | C                                           |                                             | E                                           | F                                           | 3E | 3C    | 3B    | 3F    |       |
|                                             | B                                           |                                             | D                                           | E                                           | F                                           | 3E | 3D    | 3B    | 3F    |       |
|                                             |                                             | C                                           | D                                           | E                                           | F                                           | 3C | 3D    | 3F    | 3E    |       |

## Các đội tuyển vượt qua vòng bảng
Hai đội tuyển đứng đầu mỗi bảng cùng 4 đội đứng thứ ba có thành tích tốt nhất sẽ giành quyền thi đấu vòng loại trực tiếp.
| Bảng | Đội nhất bảng | Đội nhì bảng | Các đội xếp thứ ba (Bốn đội tốt nhất đủ điều kiện) |
| ---- | ------------- | ------------ | -------------------------------------------------- |
| A    | Qatar         | Tajikistan   | —                                                  |
| B    | Úc            | Uzbekistan   | Syria                                              |
| C    | Iran          | UAE          | Palestine                                          |
| D    | Iraq          | Nhật Bản     | Indonesia                                          |
| E    | Bahrain       | Hàn Quốc     | Jordan                                             |
| F    | Ả Rập Xê Út   | Thái Lan     | —                                                  |

## Sơ đồ
|  | Vòng 16                                     | Vòng 16                                    |                                       |       | Tứ kết | Tứ kết |  |  | Bán kết | Bán kết |  |  | Chung kết | Chung kết |
|  |                                             |                                            |                                       |       |        |        |  |  |         |         |  |  |           |           |
|  | 28 tháng 1 – Al Rayyan (Ahmed bin Ali)      |                                            |                                       |       |        |        |  |  |         |         |  |  |           |           |
|  |                                             |                                            |                                       |       |        |        |  |  |         |         |  |  |           |           |
|  | Tajikistan (p)                              | 1 (5)                                      |                                       |       |        |        |  |  |         |         |  |  |           |           |
|  | Tajikistan (p)                              | 1 (5)                                      | 2 tháng 2 – Al Rayyan (Ahmed bin Ali) |       |        |        |  |  |         |         |  |  |           |           |
|  | UAE                                         | 1 (3)                                      |                                       |       |        |        |  |  |         |         |  |  |           |           |
|  | UAE                                         | 1 (3)                                      | Tajikistan                            | 0     |        |        |  |  |         |         |  |  |           |           |
|  | 29 tháng 1 – Al Rayyan (Khalifa)            |                                            | Tajikistan                            | 0     |        |        |  |  |         |         |  |  |           |           |
|  |                                             | Jordan                                     | 1                                     |       |        |        |  |  |         |         |  |  |           |           |
|  | Iraq                                        | Jordan                                     | 1                                     | 2     |        |        |  |  |         |         |  |  |           |           |
|  | Iraq                                        |                                            | 6 tháng 2 – Al Rayyan (Ahmed bin Ali) | 2     |        |        |  |  |         |         |  |  |           |           |
|  | Jordan                                      | 3                                          |                                       |       |        |        |  |  |         |         |  |  |           |           |
|  | Jordan                                      | 3                                          | Jordan                                | 2     |        |        |  |  |         |         |  |  |           |           |
|  | 28 tháng 1 – Al Rayyan (Jassim bin Hamad)   |                                            | Jordan                                | 2     |        |        |  |  |         |         |  |  |           |           |
|  |                                             | Hàn Quốc                                   | 0                                     |       |        |        |  |  |         |         |  |  |           |           |
|  | Úc                                          | Hàn Quốc                                   | 0                                     | 4     |        |        |  |  |         |         |  |  |           |           |
|  | Úc                                          | 2 tháng 2 – Al Wakrah                      |                                       | 4     |        |        |  |  |         |         |  |  |           |           |
|  | Indonesia                                   | 0                                          |                                       |       |        |        |  |  |         |         |  |  |           |           |
|  | Indonesia                                   | 0                                          | Úc                                    | 1     |        |        |  |  |         |         |  |  |           |           |
|  | 30 tháng 1 – Al Rayyan (Thành phố Giáo dục) |                                            | Úc                                    | 1     |        |        |  |  |         |         |  |  |           |           |
|  |                                             | Hàn Quốc (s.h.p.)                          | 2                                     |       |        |        |  |  |         |         |  |  |           |           |
|  | Ả Rập Xê Út                                 | Hàn Quốc (s.h.p.)                          | 2                                     | 1 (2) |        |        |  |  |         |         |  |  |           |           |
|  | Ả Rập Xê Út                                 |                                            | 10 tháng 2 – Lusail                   | 1 (2) |        |        |  |  |         |         |  |  |           |           |
|  | Hàn Quốc (p)                                | 1 (4)                                      |                                       |       |        |        |  |  |         |         |  |  |           |           |
|  | Hàn Quốc (p)                                | 1 (4)                                      | Jordan                                | 1     |        |        |  |  |         |         |  |  |           |           |
|  | 31 tháng 1 – Doha (Abdullah bin Khalifa)    |                                            | Jordan                                | 1     |        |        |  |  |         |         |  |  |           |           |
|  |                                             | Qatar                                      | 3                                     |       |        |        |  |  |         |         |  |  |           |           |
|  | Iran (p)                                    | Qatar                                      | 3                                     | 1 (5) |        |        |  |  |         |         |  |  |           |           |
|  | Iran (p)                                    | 3 tháng 2 – Al Rayyan (Thành phố Giáo dục) |                                       | 1 (5) |        |        |  |  |         |         |  |  |           |           |
|  | Syria                                       | 1 (3)                                      |                                       |       |        |        |  |  |         |         |  |  |           |           |
|  | Syria                                       | 1 (3)                                      | Iran                                  | 2     |        |        |  |  |         |         |  |  |           |           |
|  | 31 tháng 1 – Doha (Al Thumama)              |                                            | Iran                                  | 2     |        |        |  |  |         |         |  |  |           |           |
|  |                                             | Nhật Bản                                   | 1                                     |       |        |        |  |  |         |         |  |  |           |           |
|  | Bahrain                                     | Nhật Bản                                   | 1                                     | 1     |        |        |  |  |         |         |  |  |           |           |
|  | Bahrain                                     |                                            | 7 tháng 2 – Doha (Al Thumama)         | 1     |        |        |  |  |         |         |  |  |           |           |
|  | Nhật Bản                                    | 3                                          |                                       |       |        |        |  |  |         |         |  |  |           |           |
|  | Nhật Bản                                    | 3                                          | Iran                                  | 2     |        |        |  |  |         |         |  |  |           |           |
|  | 29 tháng 1 – Al Khor                        |                                            | Iran                                  | 2     |        |        |  |  |         |         |  |  |           |           |
|  |                                             | Qatar                                      | 3                                     |       |        |        |  |  |         |         |  |  |           |           |
|  | Qatar                                       | Qatar                                      | 3                                     | 2     |        |        |  |  |         |         |  |  |           |           |
|  | Qatar                                       | 3 tháng 2 – Al Khor                        |                                       | 2     |        |        |  |  |         |         |  |  |           |           |
|  | Palestine                                   | 1                                          |                                       |       |        |        |  |  |         |         |  |  |           |           |
|  | Palestine                                   | 1                                          | Qatar (p)                             | 1 (3) |        |        |  |  |         |         |  |  |           |           |
|  | 30 tháng 1 – Al Wakrah                      |                                            | Qatar (p)                             | 1 (3) |        |        |  |  |         |         |  |  |           |           |
|  |                                             | Uzbekistan                                 | 1 (2)                                 |       |        |        |  |  |         |         |  |  |           |           |
|  | Uzbekistan                                  | Uzbekistan                                 | 1 (2)                                 | 2     |        |        |  |  |         |         |  |  |           |           |
|  | Uzbekistan                                  |                                            |                                       | 2     |        |        |  |  |         |         |  |  |           |           |
|  | Thái Lan                                    | 1                                          |                                       |       |        |        |  |  |         |         |  |  |           |           |
|  | Thái Lan                                    | 1                                          |                                       |       |        |        |  |  |         |         |  |  |           |           |

Tất cả các giờ đều là giờ địa phương, AST (UTC+3).

## Vòng 16 đội

### Úc vs Indonesia
| Úc                                                             | 4–0      | Indonesia |
| -------------------------------------------------------------- | -------- | --------- |
| - Baggott 12' (l.n.) - Boyle 45' - Goodwin 89' - Souttar 90+1' | Chi tiết |           |

| Úc | Indonesia |

| GK                      | 1  | Mathew Ryan (c)    |     |     |
| RB                      | 25 | Gethin Jones       | 65' | 69' |
| CB                      | 19 | Harry Souttar      |     |     |
| CB                      | 4  | Kye Rowles         |     |     |
| LB                      | 16 | Aziz Behich        |     |     |
| CM                      | 14 | Riley McGree       |     | 61' |
| CM                      | 17 | Keanu Baccus       |     | 87' |
| CM                      | 22 | Jackson Irvine     |     |     |
| RF                      | 6  | Martin Boyle       |     |     |
| CF                      | 9  | Bruno Fornaroli    | 15' | 61' |
| LF                      | 5  | Jordan Bos         |     | 87' |
| Thay người:             |    |                    |     |     |
| MF                      | 8  | Connor Metcalfe    |     | 61' |
| FW                      | 15 | Mitchell Duke      |     | 61' |
| DF                      | 3  | Nathaniel Atkinson |     | 69' |
| MF                      | 13 | Aiden O'Neill      |     | 87' |
| FW                      | 23 | Craig Goodwin      |     | 87' |
| Huấn luyện viên trưởng: |    |                    |     |     |
| Graham Arnold           |    |                    |     |     |

| GK                      | 21 | Ernando Ari           |       |     |
| CB                      | 6  | Sandy Walsh           | 68'   |     |
| CB                      | 4  | Jordi Amat            | 90'   |     |
| CB                      | 3  | Elkan Baggott         |       |     |
| RM                      | 14 | Asnawi Mangkualam (c) | 35'   | 58' |
| CM                      | 24 | Ivar Jenner           |       |     |
| CM                      | 25 | Justin Hubner         |       |     |
| LM                      | 20 | Shayne Pattynama      |       |     |
| RF                      | 2  | Yakob Sayuri          |       | 75' |
| CF                      | 11 | Rafael Struick        | 90+4' |     |
| LF                      | 7  | Marselino Ferdinan    |       |     |
| Thay người:             |    |                       |       |     |
| MF                      | 8  | Witan Sulaeman        |       | 58' |
| DF                      | 5  | Rizky Ridho           |       | 75' |
| Huấn luyện viên trưởng: |    |                       |       |     |
| Shin Tae-yong           |    |                       |       |     |

| Cầu thủ xuất sắc của trận đấu: Martin Boyle (Úc) Trợ lý trọng tài: Mohamed Al-Hammadi (UAE) Hasan Al-Mahri (UAE) Trọng tài thứ tư: Abdullah Jamali (Kuwait) Trợ lý trọng tài dự bị: Ahmad Abbas (Kuwait) Trợ lý trọng tài video: Omar Al-Ali (UAE) Trợ lý của trọng tài VAR: Adel Al-Naqbi (UAE) |

### Tajikistan vs UAE
| Tajikistan                                            | 1–1 (s.h.p.) | UAE                            |
| ----------------------------------------------------- | ------------ | ------------------------------ |
| - Khanonov 30'                                        | Chi tiết     | - Al Hammadi 90+5'             |
| Loạt sút luân lưu                                     |              |                                |
| - Nazarov - Khanonov - Panjshanbe - Soirov - Shukurov | 5–3          | - Idrees - Caio - Lima - Saleh |

| Tajikistan | UAE |

| GK               | 1  | Rustam Yatimov         |      |     |
| RB               | 5  | Manuchekhr Safarov     |      |     |
| CB               | 6  | Vakhdat Khanonov       |      |     |
| CB               | 2  | Zoir Dzhuraboyev       |      |     |
| LB               | 19 | Akhtam Nazarov (c)     |      |     |
| CM               | 14 | Alisher Shukurov       |      |     |
| CM               | 7  | Parvizdzhon Umarbayev  |      | 85' |
| RW               | 15 | Shervoni Mabatshoev    |      | 85' |
| LW               | 17 | Ehson Panjshanbe       |      |     |
| CF               | 10 | Alisher Dzhalilov      |      | 72' |
| CF               | 22 | Shahrom Samiev         |      | 72' |
| Thay người:      |    |                        |      |     |
| FW               | 9  | Rustam Soirov          |      | 72' |
| FW               | 25 | Nuriddin Khamrokulov   | 116' | 72' |
| DF               | 3  | Tabrezi Davlatmir      |      | 85' |
| MF               | 11 | Mukhammadzhon Rakhimov |      | 85' |
| Huấn luyện viên: |    |                        |      |     |
| Petar Šegrt      |    |                        |      |     |

| GK               | 17 | Khalid Eisa (c)    |     |     |     |
| RB               | 3  | Zayed Sultan       |     | 61' |     |
| CB               | 12 | Khalifa Al Hammadi |     |     |     |
| CB               | 4  | Khalid Al-Hashemi  |     | 46' |     |
| LB               | 26 | Bader Nasser       |     |     |     |
| CM               | 15 | Yahia Nader        |     | 73' |     |
| CM               | 18 | Abdullah Ramadan   |     | 16' |     |
| RW               | 10 | Fábio Lima         |     |     |     |
| AM               | 8  | Tahnoon Al-Zaabi   | 84' | 90' |     |
| LW               | 20 | Yahya Al-Ghassani  | 69' |     |     |
| CF               | 11 | Caio Canedo        |     |     |     |
| Thay người:      |    |                    |     |     |     |
| MF               | 14 | Abdulla Hamad      |     | 16' | 61' |
| DF               | 2  | Abdulla Idrees     |     | 46' |     |
| FW               | 9  | Ali Saleh          |     | 61' |     |
| DF               | 19 | Khaled Ibrahim     |     | 61' |     |
| MF               | 6  | Majid Rashid       |     | 73' |     |
| MF               | 5  | Ali Salmeen        |     | 91' |     |
| Huấn luyện viên: |    |                    |     |     |     |
| Paulo Bento      |    |                    |     |     |     |

| Cầu thủ xuất sắc của trận đấu: Shahrom Samiev (Tajikistan) Trợ lý trọng tài: Jun Mihara (Nhật Bản) Takumi Takagi (Nhật Bản) Trọng tài thứ tư: Mohammed Al Hoish (Ả Rập Xê Út) Trợ lý trọng tài dự bị: Yasir Al-Sultan (Ả Rập Xê Út) Trợ lý trọng tài video: Jumpei Iida (Nhật Bản) Trợ lý của trọng tài VAR: Sivakorn Pu-udom (Thái Lan) |

### Iraq vs Jordan
| Iraq                      | 2–3      | Jordan                                               |
| ------------------------- | -------- | ---------------------------------------------------- |
| - Natiq 68' - Hussein 76' | Chi tiết | - Al-Naimat 45+1' - Al-Arab 90+5' - Al-Rashdan 90+7' |

| Iraq | Jordan |

| GK               | 12 | Jalal Hassan (c) |           |     |
| RB               | 3  | Hussein Ali      |           |     |
| CB               | 4  | Saad Natiq       |           | 72' |
| CB               | 2  | Rebin Sulaka     |           |     |
| LB               | 25 | Ahmed Yahya      |           | 54' |
| CM               | 20 | Osama Rashid     |           | 63' |
| CM               | 16 | Amir Al-Ammari   |           |     |
| RW               | 8  | Ibrahim Bayesh   |           |     |
| AM               | 17 | Ali Jasim        |           |     |
| LW               | 7  | Youssef Amyn     |           | 54' |
| CF               | 18 | Aymen Hussein    | 45+3' 76' |     |
| Thay người:      |    |                  |           |     |
| DF               | 23 | Merchas Doski    |           | 54' |
| MF               | 11 | Zidane Iqbal     |           | 54' |
| FW               | 10 | Mohanad Ali      |           | 63' |
| DF               | 6  | Ali Adnan        |           | 72' |
| Huấn luyện viên: |    |                  |           |     |
| Jesús Casas      |    |                  |           |     |

| GK               | 1  | Yazid Abu Layla  |       |     |
| RB               | 3  | Abdallah Nasib   | 14'   |     |
| CB               | 5  | Yazan Al-Arab    |       |     |
| LB               | 17 | Salem Al-Ajalin  |       |     |
| RM               | 23 | Ihsan Haddad (c) |       |     |
| CM               | 21 | Nizar Al-Rashdan | 90+8' |     |
| CM               | 14 | Rajaei Ayed      |       | 90' |
| LM               | 13 | Mahmoud Al-Mardi |       |     |
| RW               | 10 | Musa Al-Taamari  |       |     |
| LW               | 9  | Ali Olwan        |       |     |
| CF               | 11 | Yazan Al-Naimat  | 80'   |     |
| Thay người:      |    |                  |       |     |
| MF               | 18 | Saleh Rateb      |       | 90' |
| FW               | 20 | Hamza Al-Dardour | 90+6' |     |
| Huấn luyện viên: |    |                  |       |     |
| Hussein Ammouta  |    |                  |       |     |

| Cầu thủ xuất sắc của trận đấu: Yazan Al-Arab (Jordan) Trợ lý trọng tài: Anton Shchetinin (Úc) Ashley Beecham (Úc) Trọng tài thứ tư: Abdulrahman Al-Jassim (Qatar) Trợ lý trọng tài dự bị: Saoud Al-Maqaleh (Qatar) Trợ lý trọng tài video: Khamis Al-Marri (Qatar) Trợ lý của trọng tài VAR: Salman Ahmad Falahi (Qatar) |

### Qatar vs Palestine
| Qatar                            | 2–1      | Palestine     |
| -------------------------------- | -------- | ------------- |
| - Al-Haydos 45+6' - Afif 49' (p) | Chi tiết | - Dabbagh 37' |

| Qatar | Palestine |

| GK               | 22 | Meshaal Barsham      |     |
| CB               | 15 | Bassam Al-Rawi       | 46' |
| CB               | 16 | Boualem Khoukhi      | 46' |
| CB               | 12 | Lucas Mendes         |     |
| RWB              | 2  | Ró-Ró                |     |
| CM               | 10 | Hassan Al-Haydos (c) | 59' |
| CM               | 20 | Ahmed Fatehi         |     |
| CM               | 24 | Jassem Gaber         | 89' |
| LWB              | 4  | Mohammed Waad        |     |
| CF               | 19 | Almoez Ali           |     |
| CF               | 11 | Akram Afif           |     |
| Thay người:      |    |                      |     |
| DF               | 5  | Tarek Salman         | 46' |
| FW               | 25 | Ahmed Al Ganehi      | 46' |
| MF               | 6  | Abdulaziz Hatem      | 59' |
| DF               | 3  | Al-Mahdi Ali Mukhtar | 89' |
| Huấn luyện viên: |    |                      |     |
| Tintín Márquez   |    |                      |     |

| GK               | 22 | Rami Hamadeh        |     |     |
| RB               | 7  | Musab Al-Battat (c) |     |     |
| CB               | 15 | Michel Termanini    |     |     |
| CB               | 5  | Mohammed Saleh      | 48' |     |
| LB               | 12 | Camilo Saldaña      |     |     |
| RM               | 9  | Tamer Seyam         | 14' | 58' |
| CM               | 6  | Oday Kharoub        |     | 75' |
| CM               | 18 | Amid Mahajna        | 85' |     |
| LM               | 10 | Mahmoud Abu Warda   |     |     |
| CF               | 11 | Oday Dabbagh        |     |     |
| CF               | 20 | Zaid Qunbar         |     | 83' |
| Thay người:      |    |                     |     |     |
| MF               | 21 | Islam Batran        |     | 58' |
| MF               | 3  | Mohammed Rashid     |     | 75' |
| FW               | 13 | Shehab Qunbar       |     | 83' |
| Huấn luyện viên: |    |                     |     |     |
| Makram Daboub    |    |                     |     |     |

| Cầu thủ xuất sắc của trận đấu: Akram Afif (Qatar) Trợ lý trọng tài: Zhou Fei (Trung Quốc) Zhang Cheng (Trung Quốc) Trọng tài thứ tư: Ahmad Al-Ali (Kuwait) Trợ lý trọng tài dự bị: Abdulhadi Al-Anezi (Kuwait) Trợ lý trọng tài video: Fu Ming (Trung Quốc) Trợ lý của trọng tài VAR: Muhammad Taqi (Singapore) |

### Uzbekistan vs Thái Lan
| Uzbekistan                        | 2–1      | Thái Lan       |
| --------------------------------- | -------- | -------------- |
| - Turgunboev 37' - Fayzullaev 65' | Chi tiết | - Supachok 58' |

| Uzbekistan | Thái Lan |

| GK               | 1  | Utkir Yusupov             |     |       |
| RB               | 25 | Abdukodir Khusanov        | 88' |       |
| CB               | 15 | Umar Eshmurodov           |     |       |
| CB               | 5  | Rustam Ashurmatov         |     |       |
| LB               | 4  | Farrukh Sayfiev           |     |       |
| RM               | 11 | Oston Urunov              |     | 67'   |
| CM               | 6  | Diyor Kholmatov           |     |       |
| CM               | 19 | Azizbek Turgunboev        |     | 81'   |
| LM               | 10 | Jaloliddin Masharipov (c) |     | 81'   |
| SS               | 9  | Odiljon Hamrobekov        |     |       |
| CF               | 22 | Abbosbek Fayzullaev       |     | 90+1' |
| Thay người:      |    |                           |     |       |
| MF               | 20 | Khojimat Erkinov          |     | 67'   |
| MF               | 8  | Jamshid Iskanderov        |     | 81'   |
| DF               | 26 | Zafarmurod Abdurakhmatov  |     | 81'   |
| MF               | 14 | Jamshid Boltaboev         |     | 90+1' |
| Huấn luyện viên: |    |                           |     |       |
| Srečko Katanec   |    |                           |     |       |

| GK               | 23 | Patiwat Khammai               |  |     |
| RB               | 12 | Nicholas Mickelson            |  |     |
| CB               | 4  | Elias Dolah                   |  |     |
| CB               | 17 | Pansa Hemviboon               |  |     |
| LB               | 3  | Theerathon Bunmathan (c)      |  |     |
| DM               | 6  | Sarach Yooyen                 |  | 82' |
| DM               | 18 | Weerathep Pomphan             |  | 82' |
| RW               | 14 | Rungrath Poomchantuek         |  | 75' |
| AM               | 24 | Worachit Kanitsribampen       |  | 46' |
| LW               | 19 | Pathompol Charoenrattanapirom |  | 46' |
| CF               | 9  | Supachai Chaided              |  |     |
| Thay người:      |    |                               |  |     |
| FW               | 10 | Suphanat Mueanta              |  | 46' |
| MF               | 7  | Supachok Sarachat             |  | 46' |
| MF               | 22 | Channarong Promsrikaew        |  | 75' |
| MF               | 25 | Peeradon Chamratsamee         |  | 82' |
| MF               | 8  | Picha Autra                   |  | 82' |
| Huấn luyện viên: |    |                               |  |     |
| Masatada Ishii   |    |                               |  |     |

| Cầu thủ xuất sắc của trận đấu: Jaloliddin Masharipov (Uzbekistan) Trợ lý trọng tài: Mohamad Zairul Bin Khalil Tan (Malaysia) Mohd Arif Shamil Bin Abd Rasid (Malaysia) Trọng tài thứ tư: Ahmed Al-Kaf (Oman) Trợ lý trọng tài dự bị: Abu Bakar Al-Amri (Oman) Trợ lý trọng tài video: Omar Al-Ali (UAE) Trợ lý của trọng tài VAR: Khalid Al-Turais (Ả Rập Xê Út) |

### Ả Rập Xê Út vs Hàn Quốc
| Ả Rập Xê Út                               | 1–1 (s.h.p.) | Hàn Quốc                                                         |
| ----------------------------------------- | ------------ | ---------------------------------------------------------------- |
| - Radif 46'                               | Chi tiết     | - Cho Gue-sung 90+9'                                             |
| Loạt sút luân lưu                         |              |                                                                  |
| - Kanno - Abdulhamid - Al-Najei - Ghareeb | 2–4          | - Son Heung-min - Kim Young-gwon - Cho Gue-sung - Hwang Hee-chan |

| Ả Rập Xê Út | Hàn Quốc |

| GK               | 22 | Ahmed Al-Kassar          | 90‎+‎5'  |      |
| CB               | 17 | Hassan Al-Tambakti       | 108'   |      |
| CB               | 4  | Ali Lajami               |        |      |
| CB               | 5  | Ali Al-Bulaihi           |        |      |
| RM               | 12 | Saud Abdulhamid          |        |      |
| RCM              | 24 | Nasser Al-Dawsari 72'    |        |      |
| CM               | 15 | Abdullah Al-Khaibari 64' |        |      |
| LCM              | 23 | Mohamed Kanno            |        |      |
| LM               | 25 | Mohammed Al-Breik        | 120+1' | 89'  |
| CF               | 11 | Saleh Al-Shehri          |        | 46'  |
| CF               | 10 | Salem Al-Dawsari (c)     |        | 84'  |
| Thay người:      |    |                          |        |      |
| FW               | 20 | Abdullah Radif           |        | 46'  |
| MF               | 6  | Eid Al-Muwallad          | 113'   | 72'  |
| MF               | 18 | Abdulrahman Ghareeb      |        | 84'  |
| DF               | 13 | Hassan Kadesh            |        | 89'  |
| DF               | 3  | Awn Al-Saluli            |        | 105' |
| MF               | 16 | Sami Al-Najei            |        | 108' |
| Huấn luyện viên: |    |                          |        |      |
| Roberto Mancini  |    |                          |        |      |

| GK               | 21 | Jo Hyeon-woo      |      |      |
| RB               | 15 | Jung Seung-hyun   |      | 64'  |
| CB               | 4  | Kim Min-jae       |      | 117' |
| LB               | 19 | Kim Young-gwon    | 49'  |      |
| RM               | 23 | Kim Tae-hwan      |      |      |
| CM               | 10 | Lee Jae-sung      |      | 64'  |
| CM               | 6  | Hwang In-beom     |      | 104' |
| LM               | 22 | Seol Young-woo    |      |      |
| AM               | 18 | Lee Kang-in       | 114' |      |
| AM               | 17 | Jeong Woo-yeong   |      | 54'  |
| CF               | 7  | Son Heung-min (c) |      |      |
| Thay người:      |    |                   |      |      |
| MF               | 11 | Hwang Hee-chan    |      | 54'  |
| FW               | 9  | Cho Gue-sung      |      | 64'  |
| MF               | 5  | Park Yong-woo     |      | 64'  |
| MF               | 8  | Hong Hyun-seok    |      | 104' |
| MF               | 16 | Park Jin-seop     |      | 117' |
| Huấn luyện viên: |    |                   |      |      |
| Jürgen Klinsmann |    |                   |      |      |

| Cầu thủ xuất sắc của trận đấu: Jo Hyeon-woo (Hàn Quốc) Trợ lý trọng tài: Andrey Tsapenko (Uzbekistan) Timur Gaynullin (Uzbekistan) Trọng tài thứ tư: Adham Makhadmeh (Jordan) Trợ lý trọng tài dự bị: Ahmad Abbas (Kuwait) Trợ lý trọng tài video: Ahmad Al-Ali (Kuwait) Trợ lý của trọng tài VAR: Adel Al-Naqbi (UAE) |

### Bahrain vs Nhật Bản
| Bahrain           | 1–3      | Nhật Bản                         |
| ----------------- | -------- | -------------------------------- |
| - Ueda 64' (l.n.) | Chi tiết | - Doan 31' - Kubo 49' - Ueda 72' |

| Bahrain | Nhật Bản |

| GK                 | 22 | Ebrahim Lutfalla    |     |       |
| RB                 | 18 | Mohamed Adel        |     |       |
| CB                 | 4  | Sayed Baqer         |     |       |
| CB                 | 3  | Waleed Al Hayam (c) | 79' |       |
| LB                 | 19 | Hazza Ali           |     | 90+‎2‎' |
| CM                 | 10 | Kamil Al-Aswad      |     | 77'   |
| CM                 | 6  | Mohamed Al-Hardan   |     | 77'   |
| CM                 | 15 | Jasim Al-Shaikh     |     | 90+‎2‎' |
| AM                 | 7  | Ali Madan           |     |       |
| AM                 | 8  | Mohamed Marhoon     |     | 64'   |
| CF                 | 9  | Abdulla Yusuf Helal | 52' |       |
| Thay người:        |    |                     |     |       |
| FW                 | 20 | Mahdi Al-Humaidan   |     | 64'   |
| MF                 | 13 | Moses Atede         |     | 77'   |
| FW                 | 14 | Abdullah Al-Hashash |     | 77'   |
| DF                 | 23 | Abdullah Al-Khalasi |     | 90+‎2‎' |
| MF                 | 24 | Jasim Khelaif       |     | 90+‎2‎' |
| Huấn luyện viên:   |    |                     |     |       |
| Juan Antonio Pizzi |    |                     |     |       |

| GK               | 23 | Zion Suzuki       |     |     |
| RB               | 16 | Seiya Maikuma     | 57' |     |
| CB               | 4  | Ko Itakura        |     |     |
| CB               | 22 | Takehiro Tomiyasu |     |     |
| LB               | 19 | Yūta Nakayama     |     |     |
| CM               | 20 | Takefusa Kubo     |     | 68' |
| CM               | 6  | Wataru Endo (c)   |     |     |
| CM               | 17 | Reo Hatate        |     | 35' |
| AM               | 10 | Ritsu Dōan        |     | 80' |
| AM               | 13 | Keito Nakamura    |     | 68' |
| CF               | 9  | Ayase Ueda        |     | 80' |
| Thay người:      |    |                   |     |     |
| MF               | 5  | Hidemasa Morita   |     | 35‎' |
| MF               | 8  | Takumi Minamino   |     | 68' |
| MF               | 7  | Kaoru Mitoma      |     | 68' |
| FW               | 18 | Takuma Asano      |     | 80' |
| DF               | 15 | Kōki Machida      |     | 80' |
| Huấn luyện viên: |    |                   |     |     |
| Hajime Moriyasu  |    |                   |     |     |

| Cầu thủ xuất sắc của trận đấu: Wataru Endo (Nhật Bản) Trợ lý trọng tài: Abdulhadi Al-Anezi (Kuwait) Ahmad Abbas (Kuwait) Trọng tài thứ tư: Mohanad Qasim Sarray (Iraq) Trợ lý trọng tài dự bị: Ahmed Al-Baghdadi (Iraq) Trợ lý trọng tài video: Mohammed Abdulla Hassan Mohamed (UAE) Trợ lý của trọng tài VAR: Adel Al-Naqbi (UAE) |

### Iran vs Syria
| Iran                                                  | 1–1 (s.h.p.) | Syria                                |
| ----------------------------------------------------- | ------------ | ------------------------------------ |
| - Taremi 34' (p)                                      | Chi tiết     | - Khribin 64' (p)                    |
| Loạt sút luân lưu                                     |              |                                      |
| - Ansarifard - Rezaeian - Ebrahimi - Torabi - Hajsafi | 5–3          | - Sabbag - Youssef - Ousou - Al Dali |

| Iran | Syria |

| GK               | 1  | Alireza Beiranvand  | 62'       |       |      |
| RB               | 23 | Ramin Rezaeian      |           |       |      |
| CB               | 15 | Rouzbeh Cheshmi     |           |       |      |
| CB               | 4  | Shojae Khalilzadeh  | 16'       |       |      |
| LB               | 3  | Ehsan Hajsafi (c)   |           |       |      |
| CM               | 6  | Saeid Ezatolahi     | 71'       |       |      |
| CM               | 14 | Saman Ghoddos       |           | 63'   |      |
| RW               | 7  | Alireza Jahanbakhsh |           | 74'   |      |
| AM               | 9  | Mehdi Taremi        | 81' 90+1' |       |      |
| LW               | 18 | Mehdi Ghayedi       |           | 63'   |      |
| CF               | 20 | Sardar Azmoun       |           | 90+8' |      |
| Thay người:      |    |                     |           |       |      |
| MF               | 21 | Mohammad Mohebi     | 72'       | 63'   |      |
| MF               | 8  | Omid Ebrahimi       |           | 63'   |      |
| MF               | 17 | Ali Gholizadeh      |           | 74'   | 119' |
| FW               | 10 | Karim Ansarifard    |           | 90+8' |      |
| MF               | 16 | Mehdi Torabi        |           | 119'  |      |
| Huấn luyện viên: |    |                     |           |       |      |
| Amir Ghalenoei   |    |                     |           |       |      |

| GK               | 22 | Ahmad Madania      |       |     |
| RB               | 24 | Abdul Rahman Weiss |       |     |
| CB               | 2  | Aiham Ousou        |       |     |
| CB               | 13 | Thaer Krouma       |       |     |
| LB               | 3  | Moayad Ajan        |       |     |
| RM               | 25 | Mahmoud Al Aswad   | 24'   | 58' |
| CM               | 18 | Jalil Elías        |       |     |
| CM               | 4  | Ezequiel Ham       |       |     |
| LM               | 12 | Ammar Ramadan      |       | 87' |
| CF               | 7  | Omar Khribin (c)   |       | 87' |
| CF               | 21 | Ibrahim Hesar      | 90+8' |     |
| Thay người:      |    |                    |       |     |
| FW               | 11 | Pablo Sabbag       |       | 58' |
| MF               | 17 | Fahd Youssef       |       | 87' |
| FW               | 9  | Alaa Al Dali       |       | 87' |
| Huấn luyện viên: |    |                    |       |     |
| Héctor Cúper     |    |                    |       |     |

| Cầu thủ xuất sắc của trận đấu: Ahmad Madania (Syria) Trợ lý trọng tài: Yoon Jae-yeol (Hàn Quốc) Park Sang-jun (Hàn Quốc) Trọng tài thứ tư: Abdulrahman Al-Jassim (Qatar) Trợ lý trọng tài dự bị: Taleb Al-Marri (Qatar) Trợ lý trọng tài video: Kim Hee-gon (Hàn Quốc) Trợ lý của trọng tài VAR: Khamis Al-Marri (Qatar) |

## Tứ kết

### Tajikistan vs Jordan
| Tajikistan | 0–1      | Jordan                |
| ---------- | -------- | --------------------- |
|            | Chi tiết | - Khanonov 66' (l.n.) |

| Tajikistan | Jordan |

| GK               | 1  | Rustam Yatimov        |     |         |
| RB               | 5  | Manuchekhr Safarov    |     |         |
| CB               | 6  | Vakhdat Khanonov      |     |         |
| CB               | 2  | Zoir Dzhuraboyev      |     |         |
| LB               | 19 | Akhtam Nazarov (c)    |     |         |
| CM               | 14 | Alisher Shukurov      | 79' |         |
| CM               | 7  | Parvizdzhon Umarbayev |     |         |
| RW               | 15 | Shervoni Mabatshoev   |     |         |
| LW               | 17 | Ehson Panjshanbe      |     |         |
| CF               | 22 | Shahrom Samiev        |     | 29'     |
| CF               | 10 | Alisher Dzhalilov     |     | 77'     |
| Thay người:      |    |                       |     |         |
| FW               | 9  | Rustam Soirov         |     | 29' 82' |
| FW               | 25 | Nuriddin Khamrokulov  |     | 77'     |
| MF               | 20 | Alidzhoni Ayni        |     | 82'     |
| Huấn luyện viên: |    |                       |     |         |
| Petar Šegrt      |    |                       |     |         |

| GK               | 1  | Yazid Abu Layla      |     |       |
| CB               | 3  | Abdallah Nasib       |     |       |
| CB               | 5  | Yazan Al-Arab        |     |       |
| CB               | 17 | Salem Al-Ajalin      | 68' |       |
| RM               | 23 | Ihsan Haddad (c)     |     |       |
| CM               | 14 | Rajaei Ayed          | 72' | 89‎'   |
| CM               | 8  | Noor Al-Rawabdeh     |     | 79'   |
| LM               | 13 | Mahmoud Al-Mardi     |     | 80'   |
| RF               | 10 | Musa Al-Taamari      |     | 90+6' |
| CF               | 11 | Yazan Al-Naimat      |     | 89‎'   |
| LF               | 9  | Ali Olwan            | 83' |       |
| Thay người:      |    |                      |     |       |
| MF               | 15 | Ibrahim Sadeh        |     | 79'   |
| DF               | 2  | Mohammad Abu Hashish |     | 80'   |
| MF               | 25 | Anas Al-Awadat       |     | 89‎'   |
| MF               | 26 | Fadi Awad            |     | 89‎'   |
| MF               | 24 | Youssef Abu Jalbosh  |     | 90+6' |
| Huấn luyện viên: |    |                      |     |       |
| Hussein Ammouta  |    |                      |     |       |

| Cầu thủ xuất sắc nhất trận: Mahmoud Al-Mardi (Jordan) Trợ lý trọng tài: Zhou Fei (Trung Quốc) Zhang Cheng (Trung Quốc) Trọng tài thứ tư: Yusuke Araki (Nhật Bản) Trợ lý trọng tài dự bị: Zaid Al-Shammari (Ả Rập Xê Út) Trợ lý trọng tài video: Jumpei Iida (Nhật Bản) Trợ lý của trọng tài VAR: Sivakorn Pu-udom (Thái Lan) |

### Úc vs Hàn Quốc
| Úc            | 1–2 (s.h.p.) | Hàn Quốc                                            |
| ------------- | ------------ | --------------------------------------------------- |
| - Goodwin 42' | Chi tiết     | - Hwang Hee-chan 90+6' (ph.đ.) - Son Heung-min 104' |

| Úc | Hàn Quốc |

| GK               | 1  | Mathew Ryan (c)    |        |     |
| RB               | 3  | Nathaniel Atkinson |        | 73' |
| CB               | 19 | Harry Souttar      | 45+1'  |     |
| CB               | 4  | Kye Rowles         |        |     |
| LB               | 16 | Aziz Behich        |        |     |
| DM               | 17 | Keanu Baccus       |        | 70' |
| CM               | 8  | Connor Metcalfe    |        | 70' |
| CM               | 22 | Jackson Irvine     |        |     |
| RW               | 6  | Martin Boyle       |        | 87' |
| LW               | 23 | Craig Goodwin      |        | 73' |
| CF               | 15 | Mitchell Duke      |        | 92' |
| Thay người:      |    |                    |        |     |
| MF               | 14 | Riley McGree       |        | 70' |
| MF               | 13 | Aiden O'Neill      | 105+4' | 70' |
| DF               | 5  | Jordan Bos         |        | 73' |
| DF               | 20 | Lewis Miller       |        | 73' |
| DF               | 21 | Cameron Burgess    |        | 87' |
| FW               | 9  | Bruno Fornaroli    |        | 92' |
| Huấn luyện viên: |    |                    |        |     |
| Graham Arnold    |    |                    |        |     |

| GK               | 21 | Jo Hyeon-woo      |       |        |
| RB               | 23 | Kim Tae-hwan      |       | 85'    |
| CB               | 4  | Kim Min-jae       | 90+1' |        |
| CB               | 19 | Kim Young-gwon    |       |        |
| LB               | 22 | Seol Young-woo    |       |        |
| CM               | 5  | Park Yong-woo     |       | 106'   |
| CM               | 6  | Hwang In-beom     |       | 77'    |
| RW               | 18 | Lee Kang-in       |       | 120+1' |
| AM               | 7  | Son Heung-min (c) |       |        |
| LW               | 11 | Hwang Hee-chan    |       | 106'   |
| CF               | 9  | Cho Gue-sung      |       | 69'    |
| Thay người:      |    |                   |       |        |
| MF               | 10 | Lee Jae-sung      |       | 69'    |
| MF               | 8  | Hong Hyun-seok    |       | 77'    |
| MF               | 26 | Yang Hyun-jun     |       | 85'    |
| MF               | 16 | Park Jin-seop     |       | 106'   |
| FW               | 20 | Oh Hyeon-gyu      |       | 106'   |
| MF               | 17 | Jung Seung-hyun   |       | 120+1' |
| Huấn luyện viên: |    |                   |       |        |
| Jürgen Klinsmann |    |                   |       |        |

| Cầu thủ xuất sắc của trận đấu: Son Heung-min (Hàn Quốc) Trợ lý trọng tài: Abu Bakar Al-Amri (Oman) Rashid Al-Ghaithi (Oman) Trọng tài thứ tư: Adel Al-Naqbi (UAE) Trợ lý trọng tài dự bị: Hasan Al-Mahri (UAE) Trợ lý trọng tài video: Mohammed Abdulla Hassan Mohamed (UAE) Trợ lý của trọng tài VAR: Omar Al-Ali (UAE) |

### Iran vs Nhật Bản
| Iran                                     | 2–1      | Nhật Bản     |
| ---------------------------------------- | -------- | ------------ |
| - Mohebi 55' - Jahanbakhsh 90+6' (ph.đ.) | Chi tiết | - Morita 28' |

| Iran | Nhật Bản |

| GK               | 1  | Alireza Beiranvand      |  |       |
| RB               | 23 | Ramin Rezaeian          |  |       |
| CB               | 13 | Hossein Kanaanizadegan  |  |       |
| CB               | 4  | Shojae Khalilzadeh      |  |       |
| LB               | 5  | Milad Mohammadi         |  |       |
| CM               | 14 | Saman Ghoddos           |  | 90+8' |
| CM               | 6  | Saeid Ezatolahi         |  |       |
| RW               | 7  | Alireza Jahanbakhsh (c) |  |       |
| AM               | 8  | Omid Ebrahimi           |  |       |
| LW               | 21 | Mohammad Mohebi         |  | 90+8' |
| CF               | 20 | Sardar Azmoun           |  | 90+9' |
| Thay người:      |    |                         |  |       |
| MF               | 15 | Rouzbeh Cheshmi         |  | 90+8' |
| MF               | 16 | Mehdi Torabi            |  | 90+8' |
| FW               | 10 | Karim Ansarifard        |  | 90+9' |
| Huấn luyện viên: |    |                         |  |       |
| Amir Ghalenoei   |    |                         |  |       |

| GK               | 23 | Zion Suzuki       |     |       |
| RB               | 16 | Seiya Maikuma     |     |       |
| CB               | 4  | Kō Itakura        | 24' |       |
| CB               | 22 | Takehiro Tomiyasu |     |       |
| LB               | 21 | Hiroki Itō        |     |       |
| RM               | 20 | Takefusa Kubo     |     | 67'   |
| CM               | 6  | Wataru Endō (c)   |     |       |
| LM               | 5  | Hidemasa Morita   |     | 90+9' |
| RF               | 10 | Ritsu Dōan        |     | 90+8' |
| CF               | 9  | Ayase Ueda        | 48' |       |
| LF               | 25 | Daizen Maeda      |     | 67'   |
| Thay người:      |    |                   |     |       |
| MF               | 7  | Kaoru Mitoma      |     | 67'   |
| MF               | 8  | Takumi Minamino   |     | 67'   |
| FW               | 18 | Takuma Asano      |     | 90+8' |
| FW               | 11 | Mao Hosoya        |     | 90+9' |
| Huấn luyện viên: |    |                   |     |       |
| Hajime Moriyasu  |    |                   |     |       |

| Cầu thủ xuất sắc của trận đấu: Alireza Jahanbakhsh (Iran) Trợ lý trọng tài: Anton Shchetinin (Úc) Ashley Beecham (Úc) Trọng tài thứ tư: Nazmi Nasaruddin (Malaysia) Trợ lý trọng tài dự bị: Mohamad Zairul Bin Khalil Tan (Malaysia) Trợ lý trọng tài video: Sivakorn Pu-udom (Thái Lan) Trợ lý của trọng tài VAR: Muhammad Taqi (Singapore) |

### Qatar vs Uzbekistan
| Qatar                                     | 1–1 (s.h.p.) | Uzbekistan                                                    |
| ----------------------------------------- | ------------ | ------------------------------------------------------------- |
| - Al-Haydos 27'                           | Chi tiết     | - Hamrobekov 59'                                              |
| Loạt sút luân lưu                         |              |                                                               |
| - Afif - Ali - Mukhtar - Al-Brake - Ró-Ró | 3–2          | - Shukurov - Ashurmatov - Umarov - Abdurakhmatov - Masharipov |

| Qatar | Uzbekistan |

| GK               | 22 | Meshaal Barsham      | 46'   |      |
| RB               | 5  | Tarek Salman         |       | 90'  |
| CB               | 3  | Al-Mahdi Ali Mukhtar |       |      |
| LB               | 12 | Lucas Mendes         |       |      |
| RM               | 2  | Ró-Ró                | 105'  |      |
| RCM              | 24 | Jassem Gaber         |       | 81'  |
| CM               | 10 | Hassan Al-Haydos (c) |       | 54'  |
| LCM              | 20 | Ahmed Fatehi         |       | 104' |
| LM               | 4  | Mohammed Waad        |       | 108' |
| CF               | 19 | Almoez Ali           | 90‎+‎1' |      |
| CF               | 11 | Akram Afif           |       |      |
| Thay người:      |    |                      |       |      |
| FW               | 13 | Khalid Muneer        | 89'   | 54'  |
| MF               | 6  | Abdulaziz Hatem      |       | 81'  |
| FW               | 17 | Ismaeel Mohammad     |       | 90'  |
| MF               | 23 | Mostafa Meshaal      |       | 104' |
| DF               | 18 | Sultan Al-Brake      |       | 108' |
| Huấn luyện viên: |    |                      |       |      |
| Tintín Márquez   |    |                      |       |      |

| GK               | 1              | Utkir Yusupov             |     |      |
| RB               | 18             | Abdulla Abdullaev         |     |      |
| CB               | 15             | Umar Eshmurodov           |     |      |
| LB               | 5              | Rustam Ashurmatov         | 90' |      |
| RM               | 19             | Azizbek Turgunboev        |     | 105' |
| CM               | 7              | Otabek Shukurov           | 69' |      |
| CM               | 9              | Odiljon Hamrobekov        |     |      |
| LM               | 4              | Farrukh Sayfiev           |     | 99'  |
| RW               | 11             | Oston Urunov              |     | 74'  |
| LW               | 22             | Abbosbek Fayzullaev       |     | 114' |
| CF               | 10             | Jaloliddin Masharipov (c) |     |      |
| Thay người:      |                |                           |     |      |
| MF               | 23             | Shokhboz Umarov           |     | 74'  |
| DF               | 26             | Zafarmurod Abdurakhmatov  |     | 99'  |
| DF               | 2              | Mukhammadkodir Khamraliev |     | 105' |
| MF               | 20             | Khojimat Erkinov          |     | 114' |
| Huấn luyện viên: |                |                           |     |      |
| Srečko Katanec   | Srečko Katanec | Srečko Katanec            | 80' |      |

| Cầu thủ xuất sắc của trận đấu: Ahmed Fatehi (Qatar) Trợ lý trọng tài: Yoon Jae-yeol (Hàn Quốc) Park Sang-jun (Hàn Quốc) Trọng tài thứ tư: Abdullah Jamali (Kuwait) Trợ lý trọng tài dự bị: Abdulhadi Al-Anezi (Kuwait) Trợ lý trọng tài video: Kim Jong-hyeok (Hàn Quốc) Trợ lý của trọng tài VAR: Ahmad Al-Ali (Kuwait) |

## Bán kết

### Jordan vs Hàn Quốc
| Jordan                           | 2–0      | Hàn Quốc |
| -------------------------------- | -------- | -------- |
| - Al-Naimat 53' - Al-Taamari 66' | Chi tiết |          |

| Jordan | Hàn Quốc |

| GK               | 1  | Yazid Abu Layla      |       |       |
| CB               | 3  | Abdallah Nasib       |       |       |
| CB               | 5  | Yazan Al-Arab        |       |       |
| CB               | 4  | Bara' Marei          |       |       |
| RM               | 23 | Ihsan Haddad (c)     | 45+2' |       |
| CM               | 21 | Nizar Al-Rashdan     |       | 90+2' |
| CM               | 8  | Noor Al-Rawabdeh     |       |       |
| LM               | 2  | Mohammad Abu Hashish | 64'   |       |
| AM               | 10 | Musa Al-Taamari      |       |       |
| AM               | 13 | Mahmoud Al-Mardi     |       | 90+2' |
| CF               | 11 | Yazan Al-Naimat      |       | 85'   |
| Thay người:      |    |                      |       |       |
| MF               | 25 | Anas Al-Awadat       |       | 85'   |
| MF               | 15 | Ibrahim Sadeh        |       | 90+2' |
| MF               | 14 | Rajaei Ayed          |       | 90+2' |
| Huấn luyện viên: |    |                      |       |       |
| Hussein Ammouta  |    |                      |       |       |

| GK               | 21 | Jo Hyeon-woo      |     |     |
| RB               | 23 | Kim Tae-hwan      |     |     |
| CB               | 15 | Jung Seung-hyun   | 84' |     |
| CB               | 19 | Kim Young-gwon    |     |     |
| LB               | 22 | Seol Young-woo    |     |     |
| CM               | 6  | Hwang In-beom     | 15' |     |
| CM               | 5  | Park Yong-woo     |     | 56' |
| CM               | 10 | Lee Jae-sung      |     | 81' |
| RW               | 18 | Lee Kang-in       |     |     |
| LW               | 7  | Son Heung-min (c) |     |     |
| CF               | 11 | Hwang Hee-chan    |     | 81' |
| Thay người:      |    |                   |     |     |
| FW               | 9  | Cho Gue-sung      | 89' | 56' |
| MF               | 17 | Jeong Woo-yeong   |     | 81' |
| MF               | 26 | Yang Hyun-jun     |     | 81' |
| Huấn luyện viên: |    |                   |     |     |
| Jürgen Klinsmann |    |                   |     |     |

| Cầu thủ xuất sắc của trận đấu: Musa Al-Taamari (Jordan) Trợ lý trọng tài: Mohamed Al-Hammadi (UAE) Hasan Al-Mahri (UAE) Trọng tài thứ tư: Mã Ninh (Trung Quốc) Trợ lý trọng tài dự bị: Zhou Fei (Trung Quốc) Trợ lý trọng tài video: Omar Al-Ali (UAE) Trợ lý của trọng tài VAR: Jumpei Iida (Nhật Bản) |

### Iran vs Qatar
| Iran                              | 2–3      | Qatar                             |
| --------------------------------- | -------- | --------------------------------- |
| - Azmoun 4' - Jahanbakhsh 51' (p) | Chi tiết | - Jassem 17' - Afif 43' - Ali 82' |

| Iran | Qatar |

| GK               | 1  | Alireza Beiranvand     |       |       |
| RB               | 23 | Ramin Rezaeian         |       | 87'   |
| CB               | 13 | Hossein Kanaanizadegan |       |       |
| CB               | 4  | Shojae Khalilzadeh     | 90‎+‎3‎' |       |
| LB               | 3  | Ehsan Hajsafi (c)      | 21'   | 46'   |
| CM               | 8  | Omid Ebrahimi          |       | 46'   |
| CM               | 6  | Saeid Ezatolahi        |       |       |
| RW               | 7  | Alireza Jahanbakhsh    |       |       |
| AM               | 9  | Mehdi Taremi           |       | 90‎+‎3‎' |
| LW               | 14 | Saman Ghoddos          |       |       |
| CF               | 20 | Sardar Azmoun          |       |       |
| Thay người:      |    |                        |       |       |
| DF               | 5  | Milad Mohammadi        |       | 46‎'   |
| MF               | 21 | Mohammad Mohebi        |       | 46‎'   |
| FW               | 26 | Shahriyar Moghanlou    |       | 87‎'   |
| FW               | 11 | Reza Asadi             |       | 90‎+‎8‎' |
| Huấn luyện viên: |    |                        |       |       |
| Amir Ghalenoei   |    |                        |       |       |

| GK               | 22 | Meshaal Barsham          |     |     |
| CB               | 2  | Ró-Ró                    |     | 64' |
| CB               | 3  | Al-Mahdi Ali Mukhtar (c) | 40' | 68‎' |
| CB               | 12 | Lucas Mendes             |     |     |
| RM               | 9  | Yusuf Abdurisag          |     | 63' |
| CM               | 24 | Jassem Gaber             |     | 81‎' |
| CM               | 20 | Ahmed Fatehi             | 50‎' |     |
| CM               | 4  | Mohammed Waad            |     |     |
| LM               | 14 | Homam Ahmed              |     | 46' |
| CF               | 19 | Almoez Ali               |     |     |
| CF               | 11 | Akram Afif               |     |     |
| Thay người:      |    |                          |     |     |
| FW               | 17 | Ismaeel Mohammad         |     | 46' |
| MF               | 10 | Hassan Al-Haydos         |     | 63' |
| DF               | 5  | Tarek Salman             |     | 64' |
| DF               | 16 | Boualem Khoukhi          |     | 68' |
| MF               | 6  | Abdulaziz Hatem          |     | 81' |
| Huấn luyện viên: |    |                          |     |     |
| Tintín Márquez   |    |                          |     |     |

| Cầu thủ xuất sắc của trận đấu: Trợ lý trọng tài: Abdulhadi Al-Anezi (Kuwait) Mohamad Zairul Bin Khalil Tan (Malaysia) Trọng tài thứ tư: Jumpei Iida (Nhật Bản) Trợ lý trọng tài dự bị: Zhang Cheng (Trung Quốc) Trợ lý trọng tài video: Sivakorn Pu-udom (Thái Lan) Trợ lý của trọng tài VAR: Phó Minh (Trung Quốc) |

## Chung kết
Trận đấu ban đầu dự kiến diễn ra tại Sân vận động Al Bayt, Al Khor. Tuy nhiên, AFC xác nhận vào ngày 21 tháng 8 năm 2023 rằng trận đấu sẽ được chuyển sang Sân vận động Lusail, Lusail, do sự quan tâm đáng kể của người hâm mộ.
| Jordan          | 1–3      | Qatar                              |
| --------------- | -------- | ---------------------------------- |
| - Al-Naimat 67' | Chi tiết | - Afif 22' (p), 73' (p), 90+5' (p) |